# Kostel svatého Linharta (Hlavice)
Kostel svatého Linharta v Hlavici je pozdně barokní sakrální stavba stojící na volném prostranství na nejvyšším místě o samotě (na vrchu zvaném Hlava, odtud Hlavice), spolu se školou a farou východně od osady. Kostel byl vyhlášeným poutním místem, kde se shromažďovali poutníci se svým domácím zvířectvem, aby zažehnali zvířecí mor. Je chráněn jako kulturní památka České republiky. Kostel je součástí barokního poutního areálu spolu s farou, sýpkou a sochou sv. Linharta.

## Historie
Kostel stojí na místě starší svatyně zmiňované již ve 14. století, která byla zbořena za husitských válek. V roce 1747 zasáhla široké okolí obce velká epidemie zvířecího moru, která se vyhnula pouze hlavické farnosti. To dalo zřejmě podnět ke stavbě kostela mezi lety 1748 až 1759. Od těchto dob se zde konala procesí ke sv. Linhartu, ochránci dobytka. Procesí dala základ slavným hlavickým poutím, jejichž atmosféru popsala ve svých románech i Karolína Světlá. Dnes je stavba farním kostelem a také poutní svatyní.

## Architektura

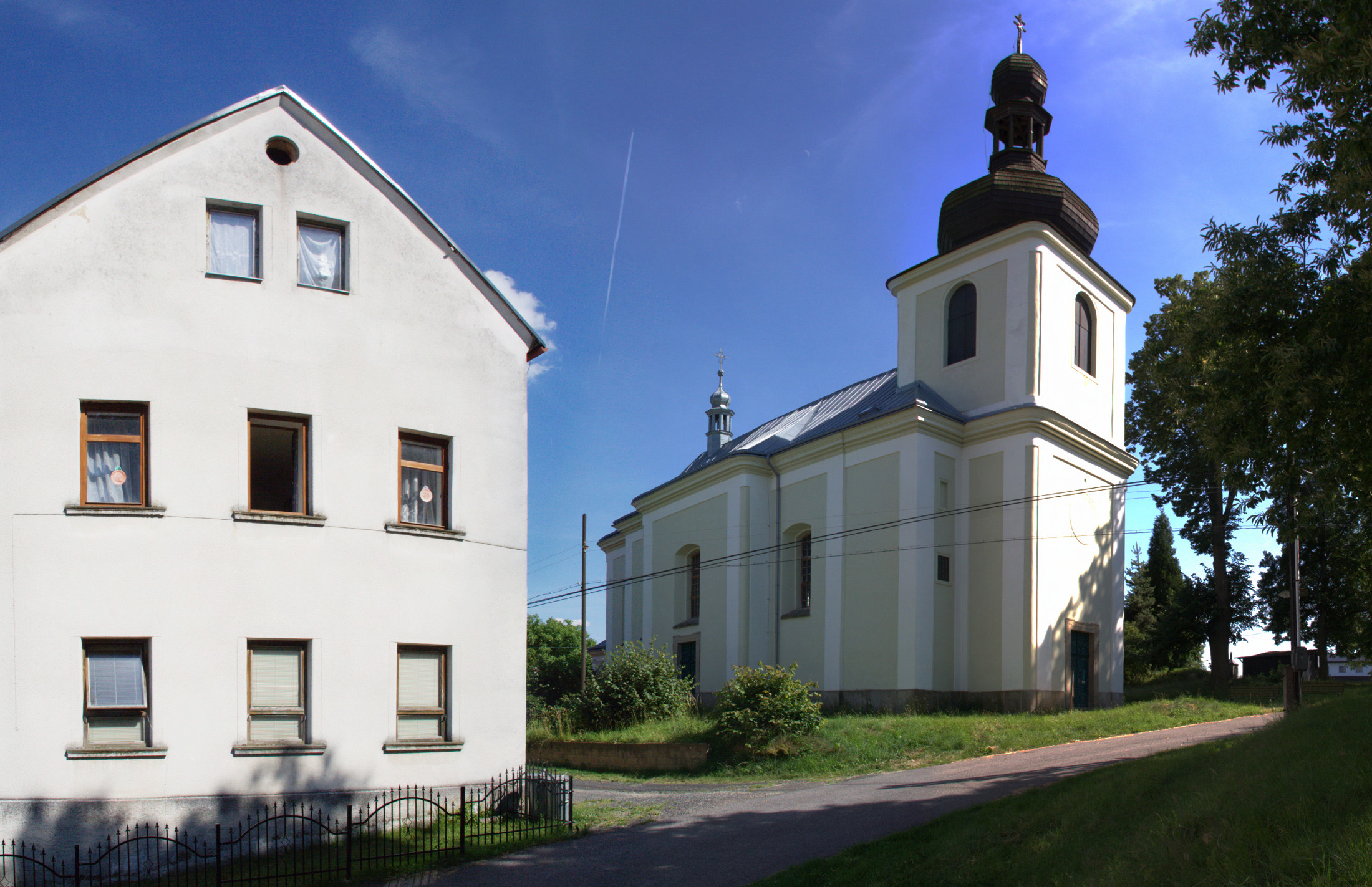
Pohled na kostel s budovou školy vlevo

Pozdně barokní jednolodní obdélný kostel, vyzděný z pískovcových kvádrů, se středním rizalitem na obou stranách s obdélným kněžištěm a hranolovou věží zakončenou šindelem krytou cibulovou bání v průčelí. Věž je členěna lizénami se segmentovými okny. Ve věži je předsíň. Valbové střechy kostela a sanktusník nad presbytářem kryjí plechové šablony. Průčelí člení pole světle zelené barvy orámovaná bílými lizénovými rámci. Okna kostela jsou segmentově zakončená. Hlavní vstup na západním průčelí a vstupy, které se nalézají na bočních stranách lodi lemují profilovaná pískovcová ostění s uchy osazená barokně tvarovanými dvoukřídlými dveřmi. Na presbytář navazuje ve východním směru nízká sakristie. Všechno je sklenuto plackami na ořímsovaných pilastrech.

## Vybavení kostela
Zařízení kostela je vesměs rokokové. Hlavní oltář je rokokový, rámový, nesený anděly s obrazem sv. Linharta od J. Maschka z roku 1894. Na brankách jsou rokokové sochy dvou dominikánských světců. Na bočních oltářích Panny Marie a sv. Josefa jsou rokokové panely s prostředními obrazy, jejichž autor není znám. Kazatelna je rokoková z roku 1760 s reliéfní kartuší. Kalichová křtitelnice je rokoková. Historicky pozoruhodný je obraz morového procesí z Mnichova Hradiště do Hlavice z roku 1748, který však bývá hodnocen jako výtvarně slabý. V kostele jsou také dva obrazy – sv. Josefa a sv. Anny v Raabově slohu ze 2. poloviny 18. století, které jsou považovány za výtvarně kvalitnější než předchozí obraz morového procesí.

## Okolí kostela

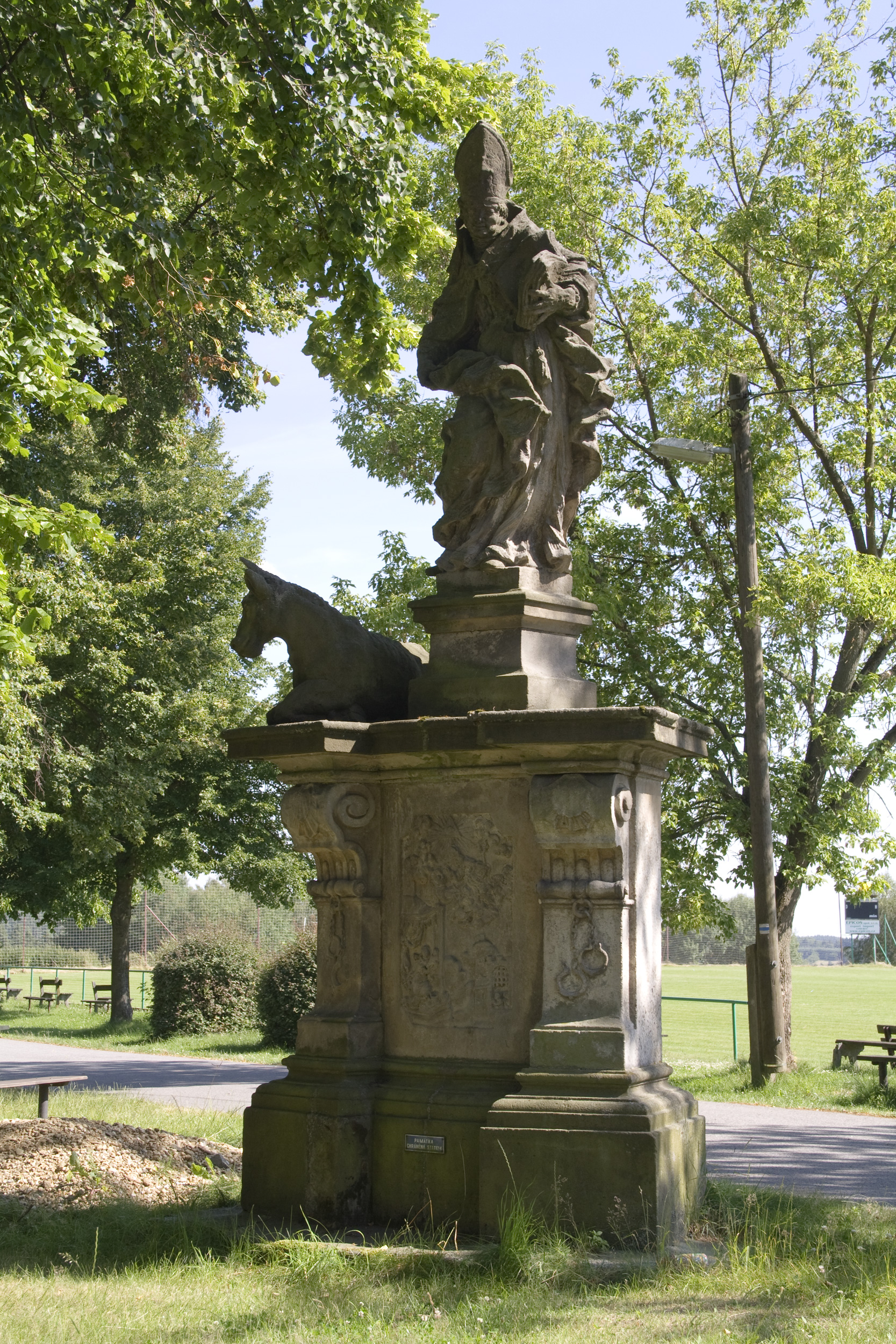
Socha sv. Linharta v Hlavici

### Socha sv. Linharta
Před kostelem se nachází socha sv. Linharta. Světec Linhart (patron domácího dobytka) je obklopen emblémy: polopostavami koně, býka, kozy a ovce. Socha stojí na konkávním soklu zdobným reliéfem zobrazujícím světcovy zázraky. Jedná se o umělecky kvalitní polychromovanou práci pocházející z období kolem roku 1740 se silným ohlasem slohu Matyáše Brauna. Před kostelem se nachází také socha sv. Jana Nepomuckého. Na hranolovém soklu, na němž stojí socha světce, je reliéf zobrazující Zpověď královny (Žofie). Jedná se o obvyklé sochařské dílo z období okolo roku 1740.

### Fara

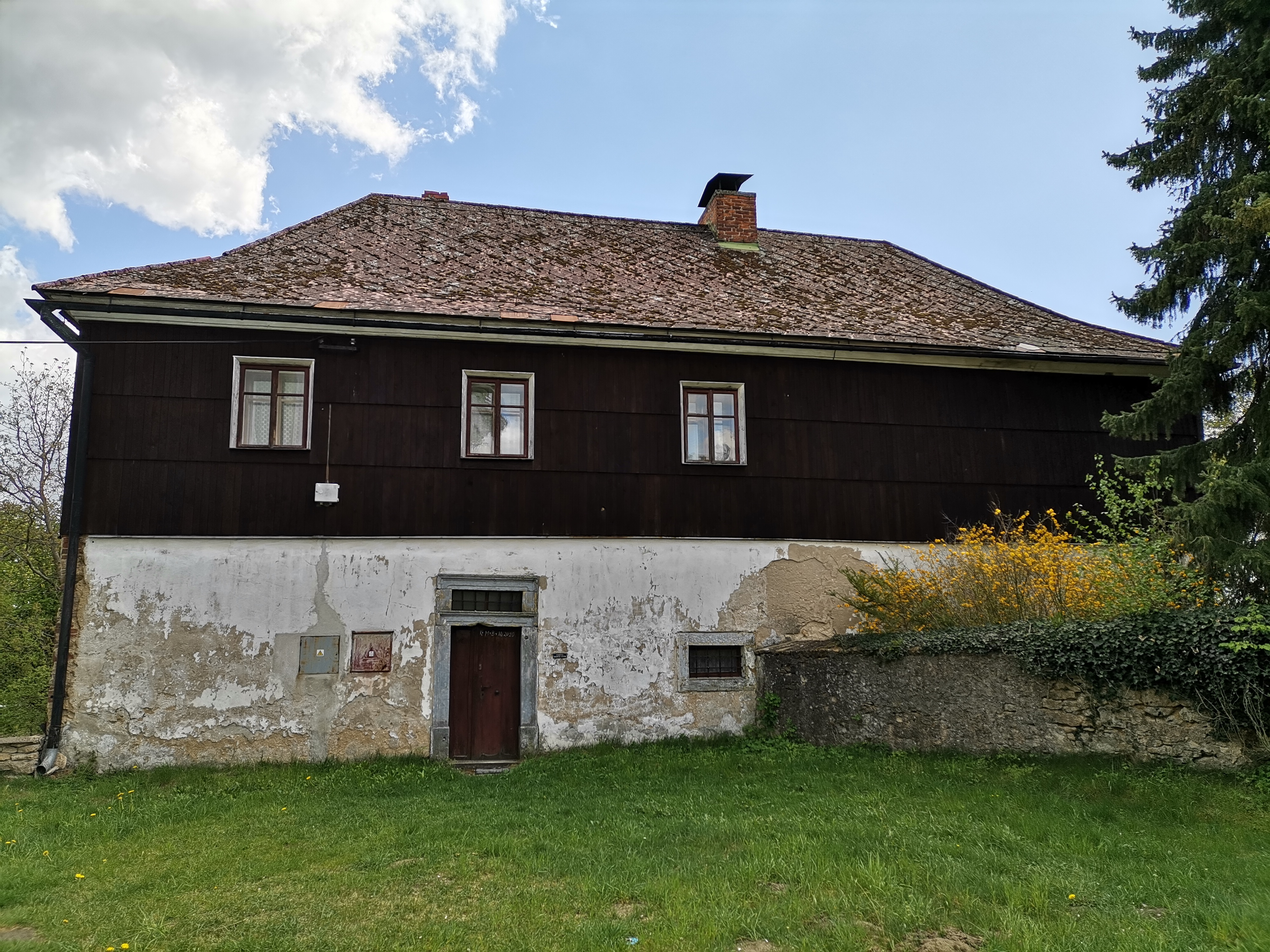
Budova fary v Hlavici

Jihovýchodně od kostela na čp. 2 se nachází fara, která je ke kostelu obrácena svým západním okapovým průčelím. Jedná se o jednoduchou patrovou stavbu postavenou na obdélném půdorysu. Má valbovou střechu krytou eternitovými šablonmi. Fasádu s hladkou omítkou pokrývá v patře pobití z dřevěných řezaných šindelů. Okenní otvory v přízemí lemují pískovcová ostění. Menší obdélné okenní otvory hospodářských prostor doplňují jednoduché kované mříže. Vstupy do průchozí síně jsou rámovány profilovanými pravoúhlými pískovcovými portály s nadpražnímí světlíky. K severozápadnímu průčelí přiléhá část omítané ohradní zdi vyzděné z lomového kamene.